# ويليام هافنز
ويليام هافنز (بالإنجليزية: William Havens)‏ هو راكب الكنو أمريكي، ولد في 29 يناير 1919 في واشنطن العاصمة في الولايات المتحدة، وتوفي في 5 مايو 2013 في ويليامزبرغ في الولايات المتحدة.

## وصلات خارجية
- ويليام هافنز على موقع أوليمبيديا (الإنجليزية)